# Plouzané
Plouzané è un comune francese di 12 039 abitanti situato nel dipartimento del Finistère nella regione della Bretagna.

## Monumenti e luoghi d'interesse
- Forte Dellec

## Società

### Evoluzione demografica
Abitanti censiti

## Istruzione
All'interno del suo territorio comunale si trova l'istituto Télécom Bretagne.

## Amministrazione

### Gemellaggi
- Kilrush
- Stelle
- Pencoed
- Ceccano